# Agnese di Gheldria
Agnese di Gheldria in francese: Agnès de Gueldre (metà secolo XII – un 27 gennaio tra il 1187 ed il 1196) fu contessa consorte di Namur dal 1168 alla sua morte (o al 1189) e contessa consorte di Lussemburgo dal 1168 alla sua morte.

## Origine
Secondo il Gisleberti Chronicon Hanoniense, Agnese era figlia del conte di Gheldria e conte di Zutphen, Enrico I (Agnetam filiam Henrici nobilissimi comitis de Ghelre) e di Agnese d'Arnstein, come conferma anche la Vita Lodewici comitis de Arnstein, riportando che una sorella del conte d'Arnstein, si sposò nella Contea di Zutphen (in Sutpheniensem transiit comitiam), senza precisare il nome, riportando che era la settima sorella del conte Ludovico, quindi una discendente degli Arnstein.
Secondo il Kronijk van Arent toe Bocop Enrico I di Gheldria era il figlio maschio del conte di Gheldria, Gerardo II e della contessa di Zutphen, Ermengarda, come è confermato dalla Historia sive notitia episcopatus Daventriensis.

## Biografia
Agnese, nel 1167, sia secondo la Chronica Albrici Monachi Trium Fontium, che il Gisleberti Chronicon Hanoniense, aveva sposato il conte di Lussemburgo e Conte di Namur Enrico, che, sia secondo la Chronica Albrici Monachi Trium Fontium, che il Gisleberti Chronicon Hanoniense, era figlio del Conte di Namur, Goffredo I e della sua seconda moglie, Ermesinda di Lussemburgo, figlia del conte di Lussemburgo e difensore dell'abbazia di San Massimino di Treviri e dell'abbazia di Stablo, Corrado I e di Clemenza d'Aquitania, come è confermato sia da La formation territoriale des principautés belges au moyen-âge (Brussels), Vol. II, che dalla Chronica Albrici Monachi Trium Fontium e dal documento n° 465a del Urkundenbuch zur geschichte der: jetzt die preussischen, Volume 1, inerente ad una donazione fatta da Clemenza (Clementia venerabilis comitissa), con l'approvazione anche della figlia Ermesinda (filie Irmesindis).
Enrico era al suo secondo matrimonio, avendo sposato, in prime nozze, nel 1157, secondo il documento CX del Cartulaire de l'Abbaye de Saint-Bertin, Lauretta di Fiandra, figlia del signore di Bitche, in Alsazia e conte delle Fiandre, Teodorico di Alsazia e della sua prima moglie, Swanhilde, di cui non si conoscono gli ascendenti, e che, secondo il Flandria Generosa, era una consanguinea.
Enrico da Lauretta non aveva avuto figli.
Ancora il Gisleberti Chronicon Hanoniense informa che, dopo 4 anni, Enrico rimandò al padre la moglie, Agnese; secondo John Allyne Gade, nel suo Luxembourg in the Middle Ages, Agnese, dopo aver lasciato il marito si ritirò in convento, e dopo diversi anni, anche su sollecitazione di papa Alessandro III, si giunse ad un accordo con Enrico; il Gisleberti Chronicon Hanoniense conferma che, dopo quindici anni di separazione, anche per le sollecitazioni del conte di Fiandra (Filippo I), dell'arcivescovo di Colonia (Philipp von Heinsberg) e del duca di Lovanio (Goffredo III), i coniugi tornarono insieme e, nel successivo mese di luglio 1186, Agnese, qui ricordata come sorella del conte di Gheldria, Ottone I (il padre, Enrico I, era morto, nel 1181), partorì una figlia.
Di Agnese non si hanno più informazioni; secondo il Nécrologe de l'abbaye de Floreffe, de l'ordre de Prémontré, au diocèse de Namur, Agnese (Agnetis comitisse de Gelra) morì prima del marito, un 27 gennaio e fu e sepolta a Floreffe, nell'abbazia fondata dai suoi suoceri.

## Figli
Agnese ad Enrico diede una sola figlia:
- Ermesinda[16] (1186 - 1247), Contessa di Lussemburgo[17].

## Ascendenza
|                               |                              |                                | Genitori                     |  |  | Nonni |  |  | Bisnonni              |  |  | Trisnonni             |  |
|                               |                              |                                |                              |  |  |       |  |  | Gerardo I di Gheldria |  |  | Teodorico ''flamens'' |  |
|                               |                              |                                |                              |  |  |       |  |  | Gerardo I di Gheldria |  |  | Teodorico ''flamens'' |  |
|                               |                              | …                              |                              |  |  |       |  |  | Gerardo I di Gheldria |  |  |                       |  |
| Gerardo II di Gheldria        |                              |                                |                              |  |  |       |  |  | Gerardo I di Gheldria |  |  |                       |  |
|                               |                              | Clemenza d'Aquitania           | Guglielmo VII di Aquitania   |  |  |       |  |  |                       |  |  |                       |  |
|                               |                              | Clemenza d'Aquitania           | Guglielmo VII di Aquitania   |  |  |       |  |  |                       |  |  |                       |  |
|                               |                              | Clemenza d'Aquitania           | Ermesinda di Lotaringia      |  |  |       |  |  |                       |  |  |                       |  |
| Enrico I di Gheldria          |                              | Clemenza d'Aquitania           |                              |  |  |       |  |  |                       |  |  |                       |  |
|                               |                              | Ottone II, conte di Zutphen    | Gottschalk, conte di Twente  |  |  |       |  |  |                       |  |  |                       |  |
|                               |                              | Ottone II, conte di Zutphen    | Gottschalk, conte di Twente  |  |  |       |  |  |                       |  |  |                       |  |
|                               |                              | Ottone II, conte di Zutphen    | Adelaide di Zutphen          |  |  |       |  |  |                       |  |  |                       |  |
| Ermengarda di Zutphen         |                              | Ottone II, conte di Zutphen    |                              |  |  |       |  |  |                       |  |  |                       |  |
|                               |                              | Giuditta d'Arnstein            | Ludovico I, conte d'Arnstein |  |  |       |  |  |                       |  |  |                       |  |
|                               |                              | Giuditta d'Arnstein            | Ludovico I, conte d'Arnstein |  |  |       |  |  |                       |  |  |                       |  |
|                               |                              | Giuditta d'Arnstein            | Uta di Zutphen               |  |  |       |  |  |                       |  |  |                       |  |
| Agnese di Gheldria            |                              | Giuditta d'Arnstein            |                              |  |  |       |  |  |                       |  |  |                       |  |
|                               | Ludovico I, conte d'Arnstein | Arnoldo, conte di Marienfels   |                              |  |  |       |  |  |                       |  |  |                       |  |
|                               | Ludovico I, conte d'Arnstein | Arnoldo, conte di Marienfels   |                              |  |  |       |  |  |                       |  |  |                       |  |
|                               | Ludovico I, conte d'Arnstein | …                              |                              |  |  |       |  |  |                       |  |  |                       |  |
| Ludovico II, conte d'Arnstein | Ludovico I, conte d'Arnstein |                                |                              |  |  |       |  |  |                       |  |  |                       |  |
|                               |                              | Uta di Zutphen                 | Gottschalk, conte di Twente  |  |  |       |  |  |                       |  |  |                       |  |
|                               |                              | Uta di Zutphen                 | Gottschalk, conte di Twente  |  |  |       |  |  |                       |  |  |                       |  |
|                               |                              | Uta di Zutphen                 | Adelaide di Zutphen          |  |  |       |  |  |                       |  |  |                       |  |
| Agnese d'Arnstein             |                              | Uta di Zutphen                 |                              |  |  |       |  |  |                       |  |  |                       |  |
|                               |                              | Arnoldo I, conte d'Odenkirchen | …                            |  |  |       |  |  |                       |  |  |                       |  |
|                               |                              | Arnoldo I, conte d'Odenkirchen | …                            |  |  |       |  |  |                       |  |  |                       |  |
|                               |                              | Arnoldo I, conte d'Odenkirchen | …                            |  |  |       |  |  |                       |  |  |                       |  |
| Udelilde d'Odenkirchen        |                              | Arnoldo I, conte d'Odenkirchen |                              |  |  |       |  |  |                       |  |  |                       |  |
|                               |                              | …                              | …                            |  |  |       |  |  |                       |  |  |                       |  |
|                               |                              | …                              | …                            |  |  |       |  |  |                       |  |  |                       |  |
|                               |                              | …                              | …                            |  |  |       |  |  |                       |  |  |                       |  |
|                               |                              | …                              |                              |  |  |       |  |  |                       |  |  |                       |  |

### Fonti primarie
- (LA)  Fontes rerum Germanicarum III.
- (LA)  Cartulaire de l'abbaye de Saint-Bertin.
- (LA)  Monumenta Germaniae Historica, Scriptores, tomus IX.
- (LA)  Monumenta Germaniae Historica, Scriptorum, Tomus XXIII
- (LA)  Monumenta Germaniae Historica, Scriptores, tomus XXI.
- (LA)  #ES Historia sive notitia Episcopatus Daventriensis.
- (LA)  Urkundenbuch für die Geschichte des Niederrheins, Band I.
- (LA)  Kronijk van Arent toe Bocop.
- (LA, FR)  #ES Nécrologe de l'abbaye de Floreffe, de l'ordre de Prémontré, au diocèse de Namur Archiviato il 22 dicembre 2017 in Internet Archive.

### Letteratura storiografica
- (FR)  La formation territoriale des principautés belges au moyen-âge (Brussels), Vol. II.